# Кирвин (Канзас)
Кирвин (енгл. Kirwin) град је у америчкој савезној држави Канзас.

## Демографија
По попису из 2010. године број становника је 171, што је 58 (-25,3%) становника мање него 2000. године.
| Група             | 2000.       | 2010.       |
| Белци             | 217 (94,8%) | 156 (91,2%) |
| Афроамериканци    | 2 (0,9%)    | 1 (0,6%)    |
| Азијати           | 0 (0,0%)    | 0 (0,0%)    |
| Хиспаноамериканци | 5 (2,2%)    | 5 (2,9%)    |
| Укупно            | 229         | 171         |